# Diecezja Amos
Diecezja Amos (łac. Diœcesis Amosensis) – diecezja Kościoła rzymskokatolickiego w metropolii Gatineau w Kanadzie. Swym zasięgiem obejmuje zachodnią część świeckiej prowincji Quebec.

## Historia
Diecezja została kanonicznie erygowana 3 grudnia 1938 roku przez papieża Piusa XI. Wyodrębniono ją z ówczesnej diecezji Haileybury i przyporządkowano ją do metropolii Québec. W 1990 została sufraganią metropolii Gatineau, a w 2007 uzyskała obecny kształt terytorialny. Od 2023 połączona unią personalną In persona episcopi z diecezją Rouyn-Norandy.

## Główne świątynie
Katedra: Katedra św. Teresy z Avili w Amos

## Biskupi diecezjalni
- Joseph Louis Aldée Desmarais (1939−1968)
- Gaston Hains (1967−1978)
- Gérard Drainville (1978−2004)
- Eugène Tremblay (2004−2011)
- Gilles Lemay (2011–2023)
- Guy Boulanger (od 2023)